# エリック・ワイナイナ
エリック・ワイナイナ（Eric Wainaina、1973年12月19日 - ）は、ケニアの男子陸上長距離（マラソン）選手。オリンピック銀メダリスト。マラソン優勝7回。身長175cm。

## 来歴・人物
ケニアのニャンダルワ県ニャフルル市オルジョロロコ町で生まれ育つ。1988年ソウルオリンピック（マラソン）で銀メダルを獲得したエスビー食品陸上部のダグラス・ワキウリに憧れ、地元のウェル・セガンダリ高校時代に本格的なトレーニングを開始した。
コニカ（現：コニカミノルタ）陸上部監督の酒井勝充監督に能力を見出され、1993年に来日し同部へ所属。同年の札幌国際ハーフマラソンで2位、翌1994年の北海道マラソンで初マラソンに挑み初優勝。1995年の東京国際マラソンでも優勝し、1996年アトランタオリンピック（マラソン）ケニア代表に選ばれる。同五輪では、見事に銅メダルを獲得。さらに2000年シドニーオリンピック（マラソン）では銀メダル、2004年アテネオリンピック（マラソン）では7位入賞と、五輪2大会連続でメダル・3大会連続で入賞した。
2006年3月にコニカミノルタを退社し、現在はライツネットワークメンバーとして、またニューバランスのTeam NBの一員として、日本各地のマラソン大会にゲストランナーとして出場し、市民ランナーと交流をしたり児童へのランニングクリニックの開催などの活動をする傍ら、現役ランナーとしてウルトラマラソンにもチャレンジしている。（2010年サロマ湖100ｋｍウルトラマラソン優勝）
2006年からはTBS系の大型特番『オールスター感謝祭』内の企画「赤坂5丁目ミニマラソン」に出場した。日本食が好物で、「日本を第二の故郷」と語った。座右の銘は「Never give up」で、「エリック」の愛称を持つ。
2015年より、ケニアと日本の架け橋となるため、POLE POLE Incを設立。代表取締役として夢を叶える場を創っている。
2015年12月に北海道森町で行われた文化講演会に招かれたのがきっかけで、同町観光大使就任を打診され、2016年5月5日付けで森町観光大使に就任した。
2021年（令和3年）1月11日には、大人気6人組YouTubeクリエイターであるフィッシャーズの新春企画、第3回100分間鬼ごっこ「たくさんの動けるYouTuberたちvsシルクロードで本気の鬼ごっこした結果！？【心霊】」の動画内で鬼ごっこ終盤に、ラスボス（スペシャルモンスター）として内藤大助、ハリウッドザコシショウと共演した。
2022年（令和4年）12月31日にフジテレビで放送された『run for money 逃走中 お台場大決戦』の中盤で、「オリンピックメダリストハンター」の一人として出演した(過去に逃走者として出場経験あり)。
2023年（令和5年）4月9日にオールスター感謝祭のスピンオフである『オールスター後夜祭』にゲスト出演し、イベント「赤坂5丁目ワイナイナマラソン」で赤坂5丁目を23周走った(サンシャイン池崎・岸大将・関太・滝沢秀一・もう中学生の5人が正解し10万円を獲得した。)。更にエンディングではザ・グレート・カブキに扮して登場した(総合64位は金子きょんちぃ(ぱーてぃーちゃん))。
日本のロックバンド、the band apart の代表曲、Eric.W の曲名の由来である

## 主な戦績
| 年     | 種目             | 大会                            | 順位 | タイム        |
| ------ | ---------------- | ------------------------------- | ---- | ------------- |
| 1993年 | ハーフマラソン   | 札幌国際ハーフマラソン          | 02位 |               |
| 1994年 | マラソン         | 北海道マラソン                  | 優勝 | 2時間15分03秒 |
| 1995年 | マラソン         | 東京国際マラソン                | 優勝 | 2時間10分31秒 |
| 1995年 | マラソン         | 世界陸上イェーテボリ大会        | 18位 | 2時間19分53秒 |
| 1996年 | マラソン         | アトランタオリンピック          | 03位 | 2時間12分44秒 |
| 1997年 | マラソン         | 北海道マラソン                  | 優勝 | 2時間13分45秒 |
| 2000年 | マラソン         | 長野マラソン                    | 優勝 | 2時間10分17秒 |
| 2000年 | マラソン         | シドニーオリンピック            | 02位 | 2時間10分31秒 |
| 2002年 | マラソン         | 東京国際マラソン                | 優勝 | 2時間08分43秒 |
| 2002年 | マラソン         | 福岡国際マラソン                | 03位 | 2時間10分08秒 |
| 2003年 | マラソン         | 長野マラソン                    | 優勝 | 2時間12分00秒 |
| 2003年 | マラソン         | 北海道マラソン                  | 優勝 | 2時間13分13秒 |
| 2004年 | マラソン         | アテネオリンピック              | 07位 | 2時間13分30秒 |
| 2010年 | ウルトラマラソン | サロマ湖100キロウルトラマラソン | 優勝 | 6時間39分52秒 |

## 自己ベスト
- 5000m 14分04秒34（2005年5月21日）
- 10000m 28分40秒6 （1998年5月29日）
- ハーフマラソン 1時間02分27秒 （1997年1月19日）
- マラソン 2時間08分43秒 （2002年2月10日）

## 著書
- 『ハッピーBESTランニング』（講談社、2010年2月、ISBN 978-4062160933）